# Kansas City Chiefs 2014
La stagione 2014 dei Kansas City Chiefs è stata la 45ª nella National Football League e la 55ª complessiva.
I Chiefs non riuscirono ad eguagliare il loro record di 11-5 della stagione precedente, terminando 9-7 e mancando i playoff. Tuttavia batterono entrambe le partecipanti al Super Bowl di quell'anno: i New England Patriots e i Seattle Seahawks. I Chiefs del 2014 divennero la prima squadra dai New York Giants del 1964, e la prima nell'epoca del calendario a 16 turni, a completare una stagione senza un singolo passaggio da touchdown a un wide receiver.

## Roster
| Roster dei Kansas City Chiefs |
| --- |
| Quarterback - 10 Chase Daniel - 7 Aaron Murray - 3 Terrelle Pryor - 11 Alex Smith Running Back - 25 Jamaal Charles - 34 Knile Davis - 32 Cyrus Gray - 30 Joe McKnight - 42 Anthony Sherman FB - 13 De'Anthony Thomas WR Wide Receiver - 17 Donnie Avery - 85 Frankie Hammond - 88 Junior Hemingway - 15 A.J. Jenkins - 12 Albert Wilson Tight End - 80 Anthony Fasano - 81 Richard Gordon - 47 Demetrius Harris - 87 Travis Kelce Offensive Linemen - 71 Jeff Allen OL - 76 Laurent Duvernay-Tardif T - 72 Eric Fisher T - 73 Zach Fulton G - 60 Ryan Harris T - 61 Rodney Hudson C/G - 64 Eric Kush C - 74 Jeff Linkenbach T Defensive Linemen - 97 Allen Bailey DE - 70 Mike DeVito DE - 96 Jaye Howard DE - 92 Dontari Poe NT - 99 Vance Walker NT Linebacker - 55 Dee Ford OLB - 91 Tamba Hali OLB - 50 Justin Houston OLB - 56 Derrick Johnson ILB - 52 James-Michael Johnson ILB - 90 Josh Mauga OLB - 95 Josh Martin OLB - 53 Joe Mays ILB - 51 Frank Zombo OLB Defensive Back - 39 Husain Abdullah FS - 29 Eric Berry SS - 31 Marcus Cooper CB - 23 Phillip Gaines CB - 46 Kelcie McCray FS - 20 Chris Owens CB - 38 Ron Parker CB - 21 Sean Smith CB - 49 Daniel Sorensen SS Special Team - 2 Dustin Colquitt P - 43 Thomas Gafford LS - 5 Cairo Santos K Lista delle riserve - 82 Dwayne Bowe WR (Sospeso) - 9 Tyler Bray QB (IR) - 77 Mike Catapano DE - 26 Sanders Commings CB (IR) - 84 Sean McGrath TE (Did Not Report) - 54 Dezman Moses ILB (IR) - 79 Donald Stephenson T (Sospeso) - 19 Kyle Williams WR (IR) Squadra di allenamento - 38 Jordan Campbell FB - 62 Ben Gottschalk C - 65 Ricky Henry G - 57 Nico Johnson LB - 93 Kona Schwenke DL - 14 Darryl Surgent WR - 35 Charcandrick West RB - 83 Fred Williams WR |
| Legenda - I rookie sono in corsivo. - Il primo ruolo è il principale mentre gli eventuali successivi indicano i ruoli secondari. - (IR) sta per Injured Reserve ed indica la lista ristretta per un solo giocatore infortunato che può tornare ad allenarsi dopo la settimana 6 e a rientrare in prima squadra dopo che questa ha giocato 8 partite. - (NF-Inj.) / (NF-Ill.) stanno rispettivamente per Non-Football Injured e Non-Football Illness ed indicano le liste dove viene inserito un giocatore che ha un infortunio o una malattia non dipendente dal football americano. - (PUP) sta per Physically Unable to Perform ed indica la lista dove viene inserito un giocatore mentre è in attesa di recuperare la condizione fisica. Nella stagione regolare dopo la sesta partita giocata dalla propria squadra, il giocatore ha tempo tre settimane per riprendere ad allenarsi, più tre settimane aggiuntive dal suo rientro agli allenamenti per rientrare in prima squadra. |

## Calendario
| Stagione regolare |                    |                        |                    |                    |                                     |                    |
| Turno             | Data               | Avversario             | Risultato          | Record             | Stadio                              | Sintesi            |
| 1                 | 7 settembre        | Tennessee Titans       | S 10–26            | 0–1                | Arrowhead Stadium                   | Recap              |
| 2                 | 14 settembre       | at Denver Broncos      | S 17–24            | 0–2                | Sports Authority Field at Mile High | Recap              |
| 3                 | 21 settembre       | at Miami Dolphins      | V 34–15            | 1–2                | Sun Life Stadium                    | Recap              |
| 4                 | 29 settembre       | New England Patriots   | V 41–14            | 2–2                | Arrowhead Stadium                   | Recap              |
| 5                 | 5 ottobre          | at San Francisco 49ers | S 17–22            | 2–3                | Levi's Stadium                      | Recap              |
| 6                 | Settimana di pausa | Settimana di pausa     | Settimana di pausa | Settimana di pausa | Settimana di pausa                  | Settimana di pausa |
| 7                 | 19 ottobre         | at San Diego Chargers  | V 23–20            | 3–3                | Qualcomm Stadium                    | Recap              |
| 8                 | 26 ottobre         | St. Louis Rams         | V 34–7             | 4–3                | Arrowhead Stadium                   | Recap              |
| 9                 | 2 novembre         | New York Jets          | V 24–10            | 5–3                | Arrowhead Stadium                   | Recap              |
| 10                | 9 novembre         | at Buffalo Bills       | V 17–13            | 6–3                | Ralph Wilson Stadium                | Recap              |
| 11                | 16 novembre        | Seattle Seahawks       | V 24–20            | 7–3                | Arrowhead Stadium                   | Recap              |
| 12                | 20 novembre        | at Oakland Raiders     | S 20–24            | 7–4                | O.co Coliseum                       | Recap              |
| 13                | 30 novembre        | Denver Broncos         | S 16–29            | 7–5                | Arrowhead Stadium                   | Recap              |
| 14                | 7 dicembre         | at Arizona Cardinals   | S 14–17            | 7–6                | University of Phoenix Stadium       | Recap              |
| 15                | 14 dicembre        | Oakland Raiders        | V 31–13            | 8–6                | Arrowhead Stadium                   | Recap              |
| 16                | 21 dicembre        | at Pittsburgh Steelers | S 12–20            | 8–7                | Heinz Field                         | Recap              |
| 17                | 28 dicembre        | San Diego Chargers     | V 19–7             | 9–7                | Arrowhead Stadium                   | Recap              |

## Classifiche
| AFC West           |    |    |   |      |     |      |     |     |     |
|                    | V  | S  | P | %    | DIV | CONF | PF  | PS  | STR |
| (2) Denver Broncos | 12 | 4  | 0 | .750 | 6–0 | 10–2 | 482 | 354 | V1  |
| Kansas City Chiefs | 9  | 7  | 0 | .563 | 3–3 | 7–5  | 353 | 281 | V1  |
| San Diego Chargers | 9  | 7  | 0 | .563 | 2–4 | 6–6  | 348 | 348 | S1  |
| Oakland Raiders    | 3  | 13 | 0 | .188 | 1–5 | 2–10 | 253 | 452 | S1  |